# Brassy (Somme)
Brassy és un municipi francès situat al departament del Somme i a la regió dels Alts de França. L'any 2007 tenia 61 habitants.

## Demografia

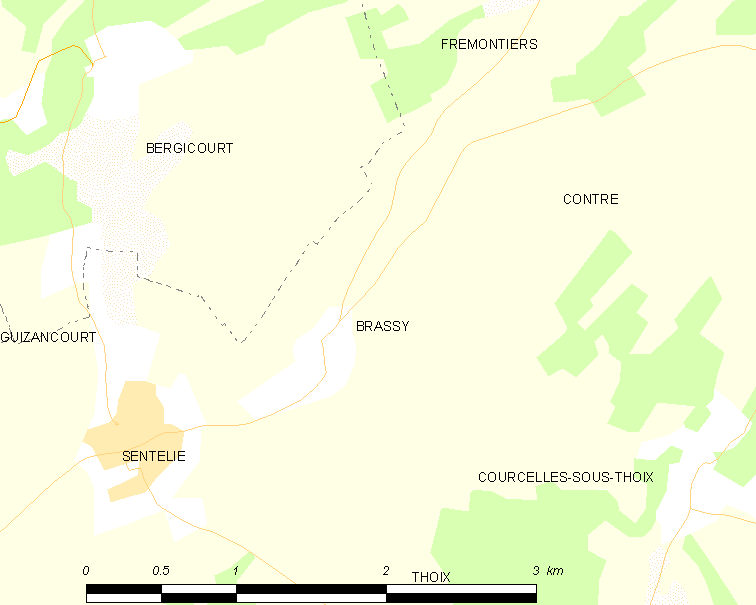
mapa del municipi

### Població
El 2007 la població de fet de Brassy era de 61 persones. Hi havia 25 famílies de les quals 8 eren unipersonals (4 homes vivint sols i 4 dones vivint soles), 4 parelles sense fills i 13 parelles amb fills.
La població ha evolucionat segons el següent gràfic:

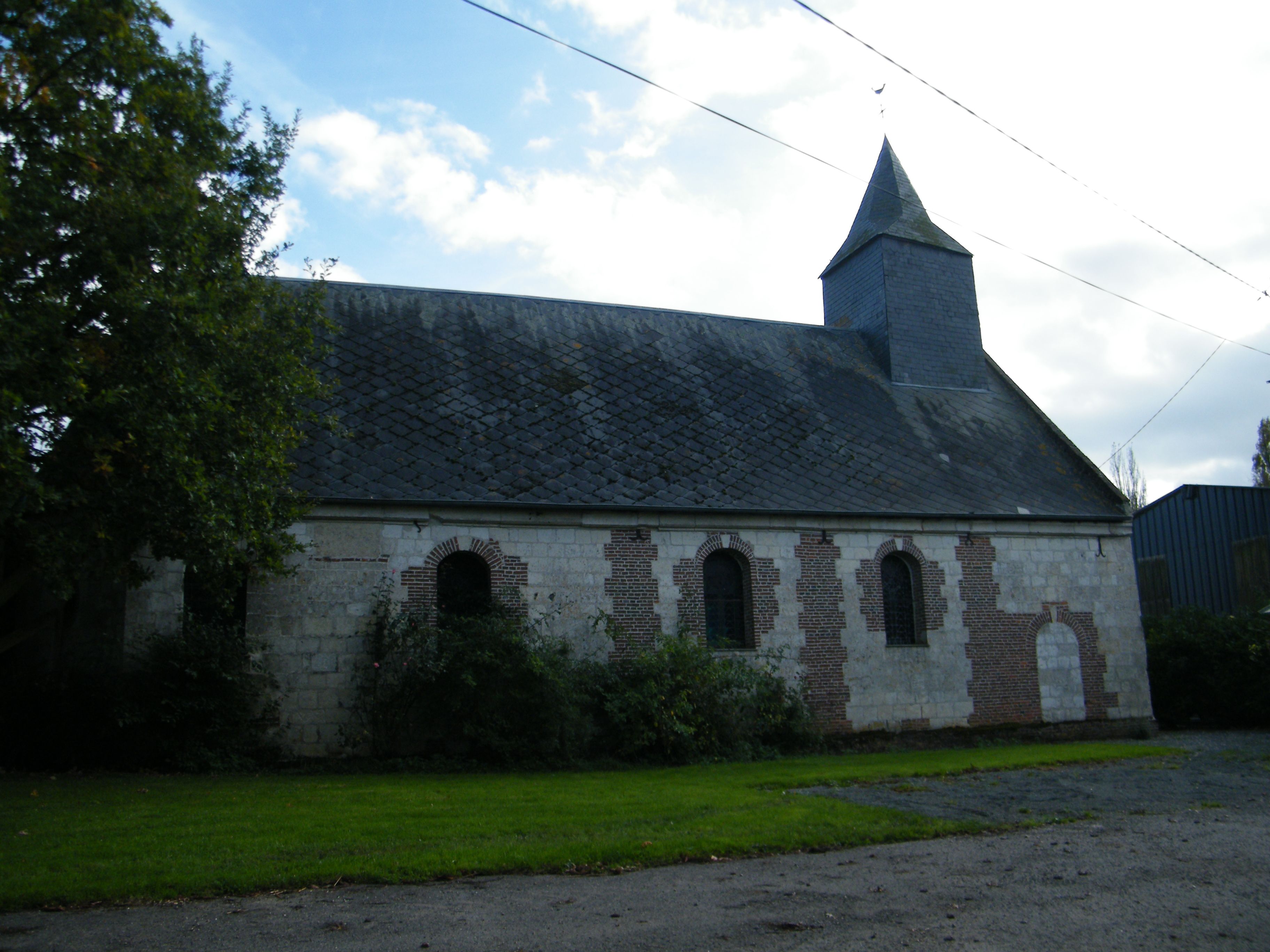
església

Habitants censats

### Habitatges
El 2007 hi havia 30 habitatges, 26 eren l'habitatge principal de la família, 2 eren segones residències i 1 estava desocupat. Tots els 30 habitatges eren cases. Dels 26 habitatges principals, 22 estaven ocupats pels seus propietaris i 4 estaven llogats i ocupats pels llogaters; 4 tenien tres cambres, 9 en tenien quatre i 13 en tenien cinc o més. 17 habitatges disposaven pel capbaix d'una plaça de pàrquing. A 13 habitatges hi havia un automòbil i a 12 n'hi havia dos o més.

### Piràmide de població
La piràmide de població per edats i sexe el 2009 era:
| Homes | Edats   | Dones |
| ----- | ------- | ----- |
| 0     | 95 o +  | 0     |
| 0     | 90 a 94 | 0     |
| 0     | 85 a 89 | 0     |
| 0     | 80 a 84 | 0     |
| 0     | 75 a 79 | 0     |
| 4     | 70 a 74 | 4     |
| 0     | 65 a 69 | 4     |
| 0     | 60 a 64 | 0     |
| 0     | 55 a 59 | 0     |
| 0     | 50 a 54 | 0     |
| 4     | 45 a 49 | 4     |
| 0     | 40 a 44 | 4     |
| 0     | 35 a 39 | 0     |
| 12    | 30 a 34 | 4     |
| 0     | 25 a 29 | 0     |
| 0     | 20 a 24 | 0     |
| 0     | 15 a 19 | 0     |
| 4     | 10 a 14 | 0     |
| 8     | 5 a 9   | 4     |
| 0     | 0 a 4   | 0     |

## Economia

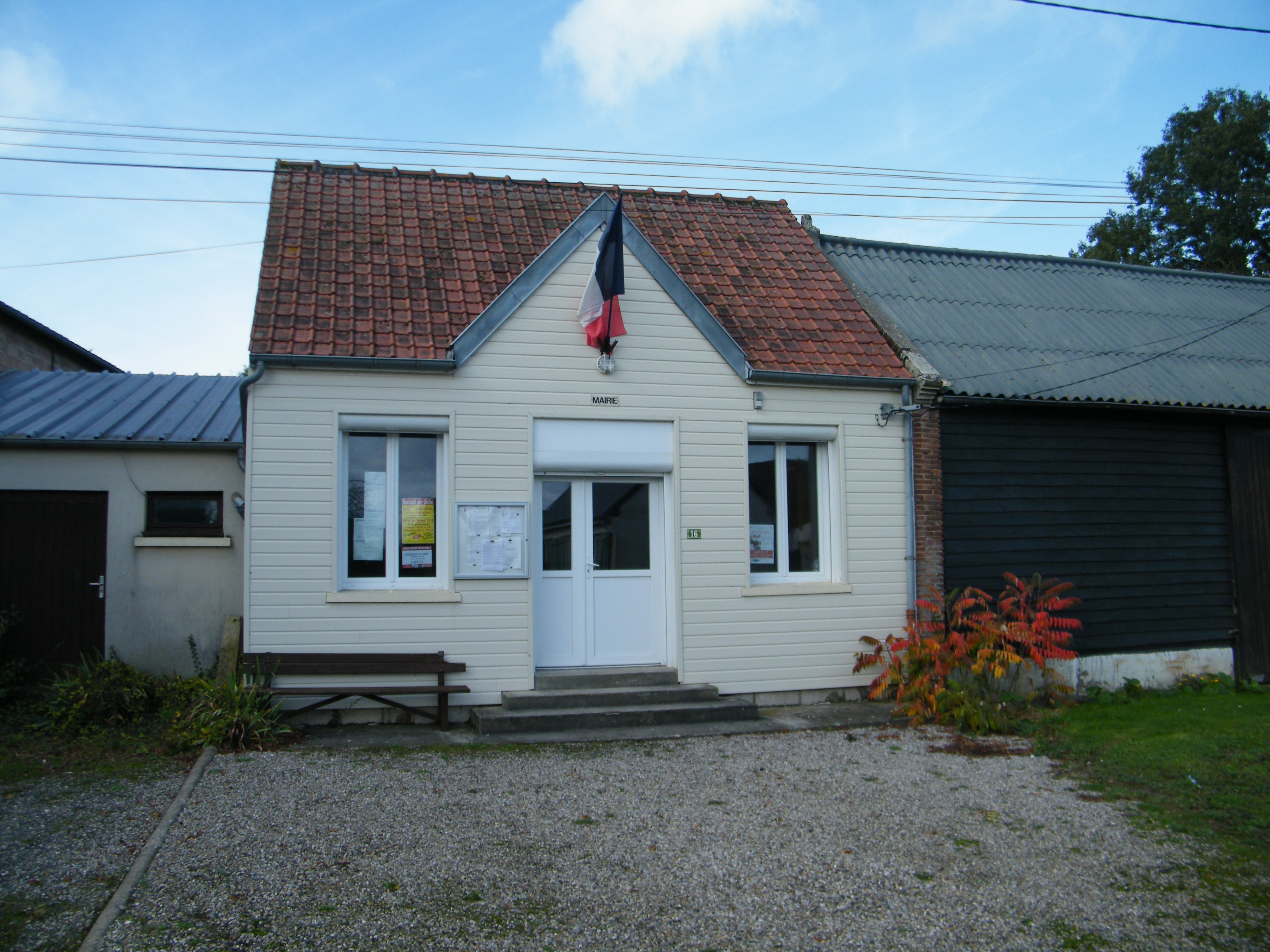
ajuntament

El 2007 la població en edat de treballar era de 42 persones, 38 eren actives i 4 eren inactives. De les 38 persones actives 33 estaven ocupades (20 homes i 13 dones) i 5 estaven aturades (5 dones i 5 dones). De les 4 persones inactives 1 estava jubilada, 2 estaven estudiant i 1 estava classificada com a «altres inactius».
Activitats econòmiques
Dels 8 establiments que hi havia el 2007, 1 era d'una empresa de fabricació de material elèctric, 3 d'empreses de construcció, 3 d'empreses de comerç i reparació d'automòbils i 1 d'una empresa de serveis.
Dels 3 establiments de servei als particulars que hi havia el 2009, 2 eren fusteries i 1 lampisteria.
L'any 2000 a Brassy hi havia 4 explotacions agrícoles.

## Poblacions més properes
El següent diagrama mostra les poblacions més properes.